# My Point of View
| 전문가 평가                          | 전문가 평가 |
| 평가 점수                            | 평가 점수   |
| 출처                                 | 점수        |
| ------------------------------------ | ----------- |
| Down Beat                            | [ 2 ]       |
| Allmusic                             | [ 3 ]       |
| The Rolling Stone Jazz Record Guide  | [ 4 ]       |
| The Penguin Guide to Jazz Recordings | [ 5 ]       |

《My Point of View》는 미국의 재즈 피아니스트 허비 행콕의 두 번째 음반이다. 1963년 블루 노트 레코드에서 BLP 4126과 BST 84126으로 발매되었다. 트럼펫 연주자 도널드 버드, 트롬본 연주자 그라찬 몬커 3세, 테너 색소폰 연주자 행크 모블리, 기타리스트 그랜트 그린, 베이시스트 척 이스라엘스, 드러머 토니 윌리엄스가 참여했다.

## 배경
자신의 두 번째 음반을 위하여 행콕은 하드 밥과 솔 재즈 운동에 뿌리를 내렸다. 그의 첫 음반과 마찬가지로, 그는 고전적인 하드 밥 작은 그룹을 만들어 이전에 썼던 트럼펫과 테너 색소폰 파트에 3개의 트랙에 트롬본을 추가했다. 1961년 도널드 버드의 음반 《Royal Flush》는 행콕의 블루 노트 데뷔작이었다. 행크 모블리는 버드와 마찬가지로 리더로서 블루 노트 음반을 오랫동안 녹음하고 있었다. 추가적으로 행콕은 더 뚜렷한 솔 재즈 느낌과 함께 두 곡을 위한 기타리스트를 추가했다. 〈King Cobra〉라는 작곡과 함께 행콕은 모들 재즈 관용구에서 작업하면서 후에 그의 유명한 작곡인 〈Maiden Voyage〉와 비슷한 곡조를 만들었다.
이 음반은 이 녹음 당시 겨우 17세였던 드러머 토니 윌리엄스가 참여한 첫 번째 음반 중 하나였다. 약 2달 후에 윌리엄스는 마일스 데이비스의 두 번째 위대한 퀸텟에서 행콕에 가입하였다. 베이시스트 척 이스라엘스를 제외하고, 이 음반의 모든 연주자들은 1960년대와 1970년대 동안 밴드 리더로서 수많은 재즈 음반을 발매했고, 1960년대 동안 각각 블루 노트 레코드에서 리더로서 적어도 두 개의 음반을 가지고 있었다.

## 구성
〈Blind Man, Blind Man〉은 행콕이 "나의 흑인 배경을 반영하는 것"을 환기시키려고 노력한 것에 의하여 쓰여졌다. 구석에 서서 기타를 치고 있는 맹인은 사실 행콕이 시카고의 그의 이웃에서 경험했던 것들 중 하나였다. 이 작품은 그의 히트곡 중 하나인 〈Watermelon Man〉을 연상시킨다. 행콕에 따르면 〈King Cobra〉는 "재즈 선율과 화음의 흐름을 확장하여 일반적인 방향을 넘어서는 방향으로 가도록" 시도였다고 한다.

## 곡 목록
모든 곡들은 허비 행콕에 의해 작곡하였다.
| #  | 제목                                      | 재생 시간 |
| -- | ----------------------------------------- | --------- |
| 1. | 〈Blind Man, Blind Man〉                  | 8:19      |
| 2. | 〈A Tribute to Someone〉                  | 8:45      |
| 3. | 〈King Cobra〉                            | 6:55      |
| 4. | 〈The Pleasure Is Mine〉                  | 4:03      |
| 5. | 〈And What If I Don't〉                   | 6:35      |
| 6. | 〈Blind Man, Blind Man (Alternate Take)〉 | 8:21      |